# 8 août 1929
Le jeudi 8 août 1929 est le 220e jour de l'année 1929.

## Naissances
- Charles-Marie de La Roncière, historien français
- Francis John Mitchell (mort le 23 février 1970), herpétologiste australien
- Gudrun Burwitz (morte le 24 mai 2018), neo-nazie allemande et fille du chef des SS Heinrich Himmler
- Heikki Castrén (mort le 24 janvier 1980), architecte finnois
- José Luis Borau (mort le 23 novembre 2012), réalisateur espagnol
- Josef Suk (mort le 6 juillet 2011), violoniste concertiste et chambriste tchèque
- Leoncio Evita Enoy (mort le 1er décembre 1996), écrivain, peintre et intellectuel équatoguinéen
- Luis García Meza Tejada (mort le 29 avril 2018), militaire et chef d'État bolivien
- Roger Besse (mort le 7 janvier 2009), personnalité politique française
- Ronnie Biggs (mort le 18 décembre 2013), bandit anglais

## Événements
- Découverte de (1129) Neujmina
- Création du club de football argentin Club Social y Deportivo Tristán Suárez
- Le dirigeable allemand Graf Zeppelin commence un vol autour du monde